# Рудольф Моллекер
Рудольф Моллекер (нім. Rudolf Molleker; нар. 26 жовтня 2000, Сєвєродонецьк, Україна) — німецький тенісист. 29 липня 2019 року досяг найвищого за кар'єру рейтингу ATP в одиночному розряді, став № 146 у світі, а 21 березня 2022 року — № 376 у парному рейтингу.

## Персональна інформація
Народився в Сєвєродонецьку, Україна, в родині Романа і Тані Моллекер і переїхав до Оранієнбурга, Німеччина, коли йому було три роки. Має російсько-німецьке походження.
З 2018 року тренувався в тенісній академії Муратоглу в Софії Антиполісі (Франція).

## Кар'єра

### 2017: дебют в ATP
Дебютував в основній сітці ATP на Відкритому чемпіонаті Німеччини в Гамбурзі після перемоги над Каспером Руудом і Леонардо Маєром, який пізніше виграв турнір як лакі-лузер, у кваліфікаційних раундах.

### 2018: Перший титул Челленджера, ATP і перемоги в топ-10
Виграв свій перший титул Туру ATP Challenger, отримавши вайлд-кард, на Heilbronner Neckarcup, перемігши Їржі Веселого у фіналі.
Виграв свій перший матч на рівні ATP на Stuttgart Open, перемігши земляка Яна-Леннарда Штруффа в першому раунді.
На Відкритому чемпіонаті Німеччини в Гамбурзі, отримавши вайлд-кард, переміг у першому раунді колишню 3-тю ракетку світу Давида Феррера.

### 2019: турнір Великого шлема та дебют у топ-150
Дебютував на турнірах Великого шлема на Відкритому чемпіонаті Австралії 2019, пройшов три раунди кваліфікації, але поступитися 16-му номеру світу Дієго Шварцману в чотирьох сетах.
На Відкритому чемпіонаті BMW 2019 здобув третю перемогу на турнірі ATP над Маріусом Копілом. Також виступив у парному розряді з Андре Бегеманном як альтернативна пара.
На Відкритому чемпіонаті Франції у 2019 році повторив результат, який досяг на Відкритому чемпіонаті Австралії, двічі повертаючись після сету, щоб кваліфікуватися в основну сітку. Він програв у чотирьох сетах у першому колі Олександру Бублику.
Отримав вайлд-кард в одиночному та парному розрядах для участі в основній сітці Відкритого чемпіонату Європи 2019 у Гамбурзі. Він переміг Леонардо Маєра, записавши свою четверту перемогу в одиночному розряді ATP.

### 2021—2024 роки
2021 року отримав вайлд-кард у Штутгарті, але програв Марину Чиличу. Отримав вайлд-кард у парному розряді на Чемпіонаті Європи 2021 року в Гамбурзі разом з Даніелем Альтмаєром.
Отримав вайлд-кард для основної сітки на Відкритому чемпіонаті Європи 2023 року в Гамбурзі, але програв Максиміліану Мартереру.
Посідаючи 179 місце в рейтингу, він також отримав вайлд-кард для основної сітки на Відкритому чемпіонаті BMW 2024 і переміг учасника кваліфікації Франческо Пассаро, здобувши п'яту перемогу в ATP.

## Хронологія виконання одиночних виступів
| W | Ф | ПФ | ЧФ | #Р | КТ | К# | P# | DNQ | A | Z# | PO | G | S | B | NMS | NTI | P | NH |

| Tournament                    | 2017 | 2018 | 2019 | 2020 | 2021 | 2022 | 2023 | 2024 | SR               | W–L              | Win%             |
| ----------------------------- | ---- | ---- | ---- | ---- | ---- | ---- | ---- | ---- | ---------------- | ---------------- | ---------------- |
| Турніри Великого шлему        |      |      |      |      |      |      |      |      |                  |                  |                  |
| Відкритий чемпіонат Австралії | A    | A    | 1R   | A    | Q1   | A    | A    | Q2   | 0 / 1            | 0–1              | 0%               |
| Відкритий чемпіонат Франції   | A    | A    | 1R   | Q1   | A    | A    | A    | Q1   | 0 / 1            | 0–1              | 0%               |
| Вімблдонський турнір          | A    | A    | A    | NH   | A    | A    | A    |      | 0 / 0            | 0–0              | –                |
| Відкритий чемпіонат США       | A    | A    | Q1   | A    | A    | A    | A    |      | 0 / 0            | 0–0              | –                |
| Перемоги–поразки              | 0–0  | 0–0  | 0–2  | 0–0  | 0–0  | 0–0  | 0–0  | 0–0  | 0 / 2            | 0–2              | 0%               |
| Карʼєрна статистика           |      |      |      |      |      |      |      |      |                  |                  |                  |
| Турніри                       | 1    | 3    | 5    | 0    | 1    | 0    | 1    | 1    | Career total: 12 | Career total: 12 | Career total: 12 |
| Загалом перемоги–поразки      | 0–1  | 2–3  | 2–5  | 0–0  | 0–1  | 0–0  | 0–1  | 1–1  | 0 / 12           | 5–12             | 29%              |
| Рейтинг                       | 566  | 207  | 164  | 217  | 379  | 333  | 201  |      |                  |                  |                  |

## Фінал Челленджера ATP

### Одиночний розряд: 3 (2–1)
| Фінал на покритті |
| ----------------- |
| Хард (0–0)        |
| Ґрунт (2–1)       |

| Результат | В–П | Дата                             | Турнір                | Поверхня | Суперник       | Оцінка        |
| --------- | --- | -------------------------------- | --------------------- | -------- | -------------- | ------------- |
| Перемога  | 1–0 | Heilbronner Neckarcup 2018       | Гайльбронн, Німеччина | ґрунт    | Їржі Веселий   | 4–6, 6–4, 7–5 |
| Поразка   | 1–1 | Відкритий чемпіонат Познані 2019 | Познань, Польща       | ґрунт    | Томмі Робредо  | 7–5, 4–6, 1–6 |
| Перемога  | 2–1 | Відкритий чемпіонат Праги 2023   | Прага, Чехія          | ґрунт    | Габріель Дебрю | 6–2, 6–2      |

## Фінал ITF Futures/World Tennis Tour

### Одиночний розряд: 9 (4–5)
| Фінал на покритті |
| ----------------- |
| Хард (0–1)        |
| Ґрунт (4–4)       |

| Результат | В–П | Date          | Турнір                    | Покриття | Суперник             | Результат          |
| --------- | --- | ------------- | ------------------------- | -------- | -------------------- | ------------------ |
| Поразка   | 0–1 | вересень 2017 | Туніс F25, Хаммамет       | ґрунт    | Елліот Беншетрі      | 4–6, 0–2 знявся    |
| Поразка   | 0–2 | квітень 2018  | Туреччина F15, Анталія    | ґрунт    | Ніно Сердарушич      | 5–7, 2–6           |
| Поразка   | 0–3 | травень 2022  | M25 Спліт, Хорватія       | ґрунт    | Вʼячеслав Бєдінський | 2–6, 3–6           |
| Перемога  | 1–3 | червень 2022  | M15 Камен, Німеччина      | ґрунт    | Давід Піхлер         | 6–1, 6–4           |
| Перемога  | 2–3 | серпень 2022  | M25 Вецлар, Німеччина     | ґрунт    | Нік Гардт            | 7–6(7–3), 6–1      |
| Перемога  | 3–3 | грудень 2022  | M15 Анталія, Туреччина    | ґрунт    | Янакі Мілев          | 6–3, 6–4           |
| Поразка   | 3–4 | лютий 2023    | M15 Обергахінг, Німеччина | хард (i) | Даніель Мазур        | 6–7(3–7), 6–7(4–7) |
| Поразка   | 3–5 | березень 2023 | M25 Пальма Нова, Іспанія  | ґрунт    | Пабло Льямас Руїс    | 3–6, 2–6           |
| Перемога  | 4–5 | травень 2023  | M25 Bodrum, Turkey        | ґрунт    | Джордж Лоффхаген     | 6–1, 7–6(7–4)      |

### Парний розряд: 1 (1–0)
| Фінал на покритті |
| ----------------- |
| Хард (0–0)        |
| Ґрунт (1–0)       |

| Результат | В–П | Дата          | Турнір              | Покриття | Партнер          | Суперники               | Результат |
| --------- | --- | ------------- | ------------------- | -------- | ---------------- | ----------------------- | --------- |
| Перемога  | 1–0 | вересень 2017 | Туніс F25, Хаммамет | ґрунт    | Елліот Беншетріт | Азіз Дугаз Аніс Горбель | 7–5, 6–3  |

## Юніорський фінал Великого шлема

### Парний розряд: 1 (1 друге місце)
| Результат | Рік  | Турнір                        | Покриття | Партнер     | Суперник                | Результат |
| --------- | ---- | ----------------------------- | -------- | ----------- | ----------------------- | --------- |
| Поразка   | 2018 | Відкритий чемпіонат Австралії | Хард     | Анрі Сквайр | Уго Гастон Клеман Табур | 2–6, 2–6  |